# Versicherungsberater
Der Versicherungsberater berät und betreut Unternehmen, Selbständige, Privatkunden und Behörden in deren Auftrag über alle Formen der Individualversicherung und ist daher zu einer am festgestellten persönlichen Bedarf orientierten Beratung verpflichtet. Versicherungsberater sind nicht zu verwechseln mit Versicherungsvermittlern (Versicherungsvertreter, Versicherungsmakler).

## Aufgaben
Die Versicherungsberater sind spezialisierte Rechtsberater. Sie erstellen Risikoanalysen für ihre Auftraggeber, beraten über den Versicherungsschutz, der auf die Bedürfnisse des jeweiligen Auftraggebers zugeschnitten ist und verhandeln diesbezüglich mit Versicherern. Sie vertreten ihre Auftraggeber im Schadensfall außergerichtlich gegenüber dem jeweiligen Versicherer. Im gewerblichen, industriellen Bereich können sie auch als ausgelagerte Versicherungsabteilung des Unternehmens ihre Tätigkeit wahrnehmen. Sie werden dort somit ständig aufgrund eines Dienstvertrages tätig. Hierbei überprüfen sie laufend den bestehenden Versicherungsschutz auf Aktualität und schließen auch neue Verträge ab (BVerfG, 1 BvR 981/81).
Weiterhin können sie eine gutachterliche Tätigkeit, auch vor Gerichten, ausüben. Die Vermittlung gegen Hergabe von Courtage/Provision seitens der Versicherer ist ihnen gesetzlich verboten (§ 34e Abs. 1 GewO in der vor dem 29. Juli 2017 geltenden Fassung [a. F.]). Die Versicherungsberater werden in der Regel für alle Zweige der Individualversicherung tätig. Auch gibt es Versicherungsberater, die sich auf einzelne Zielgruppen z. B. Gewerbe, Industrie oder Kommunen spezialisiert haben. Auch im außergerichtlichen Schadensbereich gibt es Spezialisierungen z. B. Bearbeitung von Leistungsfällen in der Berufsunfähigkeits- und/oder Unfallversicherung. Auch die Abwicklung und Begleitung von Sachschäden (Hausrat, Gebäude, Inhaltsversicherungen von Betrieben, Betriebsunterbrechung) gehören zu ihrem Aufgabengebiet.
Durch die direkte Beauftragung und auch Vergütung durch den Auftraggeber wird die unbedingte Neutralität gewahrt.
Den Versicherungsberatern ist im Gegensatz zu den Vermittlern auch die rechtliche Beratung von Verbrauchern gestattet. Für Berater und Vermittler gleichermaßen gilt, dass ihre Tätigkeit auf den außergerichtlichen Bereich beschränkt ist. Versicherungsvermittler dürfen rechtlich keine Verbraucher gegen ein gesondertes Honorar beraten.

## Ausbildung
Für den Zugang zur Tätigkeit ist seit Änderung des Vermittlerrechtes die Ausbildung zum Versicherungsfachmann ausreichend. Allerdings werden für die Bewältigung der täglich anfallenden Aufgaben weitergehende Qualifikationen als erforderlich angesehen, z. B. als Versicherungsfachwirt bzw. Betriebs- oder Volkswirt. Aber auch juristische Vorbildungen sind ebenso empfehlenswert wie Berufspraxis in der Versicherungswirtschaft. Zwischenzeitlich werden auch verschiedene Versicherungs-Studiengänge an Berufsakademien und Fachhochschulen angeboten.

## Kosten
Die Vergütung für die Beratung wird direkt zwischen dem Berater und dem Mandanten ausgehandelt. Der Mandant entlohnt den Berater in der Regel nach einem zu vereinbarenden Stunden- oder Tagessatz. Dies kann allerdings in manchen Fällen zu einer Doppelbelastung führen, wenn als Ergebnis der Beratung ein Produkt erworben wird, in dessen Preis bereits eine Beratung durch den Außendienst des Versicherers einkalkuliert ist. Der Versicherungsberater wird dies allerdings mit berücksichtigen, da er auch bezüglich solcher Produkte beraten kann, die derartige Kosten nicht beinhalten. Ggf. kann der Abschluss auch direkt bei einem Versicherer ohne Anspruch auf Beratung eines Vermittlers des Versicherers und demzufolge zu entsprechend niedrigeren Beiträgen erfolgen.

## Erlaubnis und Registrierung
Versicherungsberater unterlagen bis zum 28. Juli 2017 der Gewerbeordnung (§ 34e GewO a. F.). Sie gehören nach wie vor zu den rechtsberatenden Berufen. Die Gewerbeerlaubnis umfasste gemäß § 34e Abs. 1 Satz 3 GewO a. F. die Befugnis, „Dritte bei der Vereinbarung, Änderung oder Prüfung von Versicherungsverträgen oder bei der Wahrnehmung von Ansprüchen aus dem Versicherungsvertrag im Versicherungsfall rechtlich zu beraten und gegenüber dem Versicherungsunternehmen außergerichtlich zu vertreten.“
§ 34e Abs. 1 Satz 1 GewO a. F. besagte im zweiten Halbsatz: „[…] bedarf der Erlaubnis der zuständigen Industrie- und Handelskammer. Die Erlaubnis kann inhaltlich beschränkt und mit Auflagen verbunden werden, soweit dies zum Schutze der Allgemeinheit oder der Versicherungsnehmer erforderlich ist; unter denselben Voraussetzungen ist auch die nachträgliche Aufnahme, Änderung und Ergänzung von Auflagen zulässig.“
§ 34e Abs. 2 a. F. i. V. m. § 34d Abs. 7 Satz 1 GewO verpflichtete den Versicherungsberater, sich in das Vermittlerregister gemäß § 11a Abs. 1 GewO eintragen zu lassen. Auskünfte aus dem Vermittlerregister werden gemäß § 11a Abs. 2 GewO schriftlich oder per Internet erteilt. Die Internetadresse lautet: www.vermittlerregister.info
§ 34e GewO wurde am 29. Juli 2017 durch Art. 1 Nr. 6 i. V. m. Art. 6 Satz 2 des Gesetzes zur Umsetzung der Richtlinie (EU) 2016/97 des Europäischen Parlaments und des Rates vom 20. Januar 2016 über Versicherungsvertrieb und zur Änderung weiterer Gesetze neu gefasst und enthält seitdem keine Regeln für Versicherungsberater. Diese Regelungen für Versicherungsberater, die mit demselben Gesetz in § 34d GewO verschoben werden, traten durch ein Redaktionsversehen des Gesetzgebers am 23. Februar 2018 (Art. 6 Satz 1 des Änderungsgesetzes) in Kraft.